# BMW Serie 3 GT
La BMW Serie 3 GT (sigla di progetto F34) è un'autovettura di tipo due volumi di fascia medio-alta prodotta dal 2013 al 2020 dalla casa automobilistica tedesca BMW.

## Profilo e storia

### Genesi e debutto
Nel 2009 la BMW lanciò la Serie 5 GT, una vettura particolare, dal corpo vettura che riuniva le caratteristiche di una coupé a 4 porte e quelle di una station wagon. L'esito commerciale di questa vettura non è stato entusiasmante, tuttavia al quartier generale di Monaco di Baviera non ci si dette per vinti: essendo già stato avviato il progetto per la nuova generazione della Serie 3 che avrebbe visto la luce nel 2012, ed essendo la stampa specializzata avida di notizie su questo nuovo modello, i vertici BMW dichiararono che dalla nuova media bavarese sarebbe stata derivata una nuova versione GT, simile nell'impostazione alla Serie 5 GT, ma che sarebbe andata a collocarsi un gradino più in basso.
Fu così che ben presto la stampa cominciò a diffondere alcuni rendering grafici raffiguranti il nuovo modello, che di fatto andava a realizzare un progetto che era nella mente dei responsabili BMW fin da oltre vent'anni, visto che già nei primi anni novanta stavano circolando foto spia che ritraevano dei "muletti" chiaramente derivati dalla Serie 3 dell'epoca, ma con padiglione più sfuggente e lunotto molto più inclinato.
Il nuovo modello doveva costituire il passo successivo del programma Progressive Activity Series, volto appunto alla realizzazione di vetture dalle caratteristiche "trasversali". La prima mossa inerente a tale programma fu proprio quella che portò al lancio della Serie 5 GT. Proprio per l'analogia tra i due modelli nella filosofia progettuale, anche per la realizzazione della Serie 3 GT si scelse fin dall'inizio di utilizzare una variante allungata del pianale della futura berlina media, come già accaduto per la "sorella maggiore".
Il debutto della Serie 3 GT è avvenuto al Salone di Ginevra del 2013.

#### Design interno ed esterno
La Serie 3 GT prende le forme a partire dalla F30 lanciata l'anno prima, della quale conserva i tratti estetici che l'hanno caratterizzata, come il frontale basso e spiovente coi gruppi ottici di forma allungata e che vanno a toccare la calandra centrale, sempre a doppio rene. Molto simile anche il disegno del paraurti, sebbene leggermente rivisitato (è comunque possibile avere anche un paraurti dal disegno più aggressivo), mentre la coda, assai spiovente e profilata, è provvista di uno spoiler retrattile che fuoriesce una volta superati i 110 km/h per conferire maggior stabilità. La fiancata, oltre a mostrare la particolarità del corpo vettura, è caratterizzata anche da un'inedita "branchia" che spunta dal parafango anteriore e che verrà riproposta anche nella successiva Serie 4 (ossia l'erede delle Serie 3 Coupé e Cabriolet). Ma è il corpo vettura in sé a suscitare le maggiori curiosità, poiché impostato in maniera analoga a quanto già visto con la Serie 5 GT. E quindi ecco che si ritrova la particolare forma della carrozzeria, a metà strada tra una grande station wagon e una grande coupé a 4 porte, in grado di riunire le doti di praticità della prima e di dinamismo della seconda, ma con in più un incremento dell'altezza da terra, soluzione che la pone in grado di affrontare il fuoristrada leggero e che la avvicina leggermente anche a un crossover SUV, ma che principalmente è stata adottata per sottrarre spazio all'intrusione dei passaruota posteriori all'interno dell'abitacolo, in maniera tale da realizzare un divano più ampio e consentire quindi maggiore abitabilità anche alle tre persone che possono eventualmente prendervi posto. Della Serie 5 GT viene anche ripresa la soluzione dei finestrini laterali senza cornice. Il corpo vettura della Serie 3 GT è inoltre più lungo di quello di una normale Serie 3 e più alto di quello di una normale Touring basata sullo stesso pianale. Ciò permette da una parte di non penalizzare l'abitabilità dei passeggeri posteriori e dall'altra di incrementare leggermente la capacità di carico della vettura rispetto alla tradizionale versione Touring. In questo modo il bagagliaio può vantare una capacità di 520 litri in configurazione standard (contro i 495 litri della Touring), che può estendersi a 1600 litri abbattendo il divano posteriore (contro i 1500 litri ottenibili con l'abbattimento dello schienale della Touring). A proposito di praticità e capacità di carico, va sottolineato che il portellone è ad azionamento elettrico, perciò non comporta alcuno sforzo durante la sua apertura, e inoltre la cappelliera è frazionata in due parti per conferire un ulteriore livello di modularità.
L'abitacolo risulta quindi il più spazioso tra tutti i modelli su base F30: come da tradizione della Casa si hanno degli interni eleganti e confortevoli, con la possibilità di ottenere a richiesta anche un tetto in vetro che rende ancor più luminoso l'abitacolo.

#### Struttura, meccanica e motori
La Serie 3 GT nasce sul pianale della F30 allungato di 11 cm, il che permette alla vettura di raggiungere una lunghezza massima di ben 4,82 m, quasi come una Serie 5 contemporanea. Tale pianale, denominato V3, fa da base a una struttura monoscocca antitorsione in acciai altoresistenziali e leghe leggere. L'avantreno è a doppio snodo, mentre il retrotreno è del tipo multilink: le sospensioni sono regolabili manualmente, anche se è possibile ottenere a richiesta il gestore elettronico che ne regola automaticamente i parametri in funzione dello stile di guida e del fondo stradale. Lo sterzo è a cremagliera e a richiesta è possibile avere il servocomando a gestione elettronica in funzione della velocità.
Al suo debutto, la Serie 3 GT è disponibile nelle seguenti motorizzazioni, tutte sovralimentate mediante turbocompressore e a iniezione diretta:
- 320i: motore N20B20 da 1997 cm³ con potenza massima di 184 CV;
- 328i: stesso motore della 320i, ma con potenza innalzata a 245 CV;
- 335i: motore N55B30 da 2979 cm³ e con potenza massima di 306 CV;
- 318d: motore N47D20 turbodiesel common rail da 1995 cm³ di cilindrata e 143 CV di potenza massima;
- 320d: stesso motore della 318d, ma con potenza innalzata a 184 CV.

Tutte le motorizzazioni sono abbinate di serie a un cambio manuale a 6 marce, ma in alternativa è possibile optare per il cambio automatico Steptronic ad 8 rapporti. Di serie su tutta la gamma è previsto il sistema Stop&Start.

### Evoluzione
Data la sua particolare natura e la sua particolare impostazione di carrozzeria, la Serie 3 GT non ha al suo debutto delle vere e proprie concorrenti, quanto piuttosto dei modelli alternativi che possono indirettamente contrastarne la carriera commerciale. È il caso delle coupé a 4 porte in commercio al momento del suo debutto, come l'Audi A5 Sportback o la Mercedes-Benz CLA, che però non hanno le stesse doti di abitabilità, e che comunque avrebbero trovato una più diretta concorrente in altro modello BMW, ossia la Serie 4 Gran Coupé lanciata l'anno seguente. Un'altra alternativa potrebbe essere l'Audi A4 Allroad, che però ha una caratterizzazione meno sportiva, essendo direttamente derivata da una station wagon, pur essendo una vettura caratterizzata da un'elevata altezza da terra e con indubbie doti di praticità.
La produzione della Serie 3 GT è cominciata nel marzo del 2013 e nel mercato tedesco e già dal quel momento è stato possibile ordinarla, tant'è vero che già prima del suo debutto a Ginevra sono stati diffusi i prezzi, le brochure e le caratteristiche tecniche. L'avvio ufficiale della commercializzazione è stato però fissato per il mese di giugno. La Serie 3 GT è stata proposta in una gamma comprendente quattro livelli di allestimento analoghi a quelli delle altre Serie 3, e cioè: base, Modern, Sport e Luxury.
Con l'avvio della commercializzazione, la gamma si è estesa grazie all'introduzione della 325d GT, spinta dallo stesso motore della 320d GT, ma con doppia sovralimentazione e con potenza massima di 218 CV. Un'ulteriore novità si ebbe nel mese di luglio: in quel mese sono arrivati altri due allestimenti, e cioè l'allestimento Business, con cambio automatico di serie, e l'allestimento MSport, con paraurti e grembialature specifiche, oltre che alcune differenze nell'allestimento interno. Altre novità sopraggiunte nel luglio 2013 sono costituite dall'introduzione della trazione integrale xDrive in abbinamento a quasi tutte le motorizzazioni, tranne la 318d e la 325d. Quest'ultima motorizzazione è andata provvisoriamente a porsi come motorizzazione di punta tra quelle a gasolio, prima dell'arrivo di altre motorizzazioni più potenti. Tali sarebbero giunte in listino all'inizio del 2014 e sarebbero state rappresentate in primis dalla 330d GT, equipaggiata con un 3 litri turbodiesel da 258 CV e disponibile sia a trazione posteriore sia con quella integrale. Sopra tale modello è andata a collocarsi la 335d xDrive, ancora più spinta perché sovralimentata mediante due turbocompressori e in grado di erogare fino a 313 CV di potenza massima.
Nell'estate del 2015, la 318d GT e la 320d GT hanno visto un cambio di propulsore: le precedenti unità N47 da 143 CV e 184 CV sono state sostituite dal più moderno motore B47 nelle varianti da 150 e 190 CV.
Un anno dopo, sempre in estate, la Serie 3 GT viene sottoposta al restyling di metà carriera, uno piuttosto discreto che ha interessato il frontale, dove sono stati ridisegnati fari e il paraurti. I fari anteriori e quelli posteriori sono stati inoltre dotati di tecnologia a led. L'aggiornamento estetico viene accompagnato anche da un aggiornamento tecnico: i vecchi motori a benzina da 2 e 3 litri sono stati sostituiti da due nuove unità, anch'esse da 2 e 3 litri, sempre sovralimentate mediante turbocompressore e in grado stavolta di erogare rispettivamente 252 e 326 CV di potenza massima. L'unità più piccola viene proposta anche in una versione depotenziata a 184 CV, che sostituisce la precedente di pari cilindrata e potenza. Contemporaneamente anche la 325d GT vede il proprio motore sostituito da una nuova unità, una B47 come nelle versioni a gasolio meno potenti. Tale motore, più moderno dal punto di vista tecnologico, eroga una potenza massima di 224 CV contro i 218 dell'unità precedente. Così articolata, la gamma non subì più ulteriori aggiornamenti: la sua uscita di produzione si è avuta nel settembre 2020, con le ultime consegne che avvengono alla fine dello stesso anno.

### Riepilogo caratteristiche
| Modello            | Motore   | Cilindrata cm³ | Potenza CV/rpm | Coppia Nm/rpm  | Trazione | Cambio/ N°rapporti  | Massa a vuoto (kg) | Velocità max | Acceler. 0–100 km/h | Consumo (l/100 km) | Emissioni CO2 (g/km) | Anni di produzione |
| Versioni a benzina |          |                |                |                |          |                     |                    |              |                     |                    |                      |                    |
| 320i GT            | N20B20   | 1997           | 184/ 5000-6250 | 270/ 1250-4500 | P        | M/6                 | 1.540              | 230          | 7"9                 | 6,6                | 156                  | 04/2013-06/2016    |
| 320i GT            | B48B20   | 1998           | 184/ 5000-6500 | 270/ 1350-4600 | P        | M/6                 | 1.525              | 230          | 8"1                 | 6,3                | 139                  | 06/2016-09/2020    |
| 320i GT xDrive     | N20B20   | 1997           | 184/ 5000-6250 | 270/ 1250-4500 | I        | M/6                 | 1.625              | 227          | 8"                  | 7                  | 164                  | 07/2013-06/2016    |
| 320i GT xDrive     | B48B20   | 1998           | 184/ 5000-6500 | 270/ 1350-4600 | I        | M/6                 | 1.625              | 224          | 8"4                 | 6,8                | 151                  | 06/2016-09/2020    |
| 328i GT            | N20B20   | 1997           | 245/5000       | 350/ 1250-4800 | P        | M/6                 | 1.570              | 250          | 6"1                 | 6,7                | 158                  | 04/2013-06/2016    |
| 328i GT xDrive     | N20B20   | 1997           | 245/5000       | 350/ 1250-4800 | I        | A/8                 | 1.660              | 247          | 6"2                 | 6,8                | 159                  | 07/2013-06/2016    |
| 330i GT            | B48B20   | 1998           | 252/ 5200-6500 | 350/ 1450-4800 | P        | A/8                 | 1.620              | 250          | 6"1                 | 6,2                | 141                  | 06/2016-09/2020    |
| 330i GT xDrive     | B48B20   | 1998           | 252/ 5200-6500 | 350/ 1450-4800 | I        | A/8                 | 1.685              | 250          | 6"2                 | 6,7                | 152                  | 06/2016-09/2020    |
| 335i GT            | N55B30   | 2979           | 306/5800       | 400/ 1200-5000 | P        | M/6                 | 1.640              | 250          | 5"7                 | 8,1                | 189                  | 04/2013-06/2016    |
| 335i GT xDrive     | N55B30   | 2979           | 306/5800       | 400/ 1200-5000 | I        | A/8                 | 1.715              | 250          | 5"3                 | 8                  | 187                  | 07/2013-06/2016    |
| 340i GT            | B58B30   | 2998           | 326/ 5500-6500 | 450/ 1380-5000 | P        | A/8                 | 1.660              | 250          | 5"1                 | 7,3                | 166                  | 06/2016-09/2020    |
| 340i GT xDrive     | B58B30   | 2998           | 326/ 5500-6500 | 450/ 1380-5000 | I        | A/8                 | 1.725              | 250          | 5"                  | 7,7                | 175                  | 06/2016-09/2020    |
| Versioni diesel    |          |                |                |                |          |                     |                    |              |                     |                    |                      |                    |
| 318d GT            | N47D20   | 1995           | 143/4000       | 320/ 1750-2500 | P        | Manuale 6 marce     | 1.540              | 210          | 9"7                 | 4,5                | 122                  | 04/2013-06/2015    |
| 318d GT            | B47D20   | 1995           | 150/4000       | 320/ 1500-3000 | P        | Manuale 6 marce     | 1.570              | 210          | 9"3                 | 4,5                | 117                  | 07/2015-09/2020    |
| 320d GT            | N47D20   | 1995           | 184/4000       | 380/ 1750-2750 | P        | Manuale 6 marce     | 1.565              | 230          | 8"                  | 4,9                | 131                  | 04/2013-06/2015    |
| 320d GT            | B47D20   | 1995           | 190/4000       | 400/ 1750-2500 | P        | Manuale 6 marce     | 1.580              | 230          | 7"8                 | 4,7                | 120                  | 07/2015-09/2020    |
| 320d GT xDrive     | N47D20   | 1995           | 184/4000       | 380/ 1750-2750 | I        | Manuale 6 marce     | 1.640              | 230          | 8"                  | 5,1                | 133                  | 07/2013-06/2015    |
| 320d GT xDrive     | B47D20   | 1995           | 190/4000       | 400/ 1750-2500 | I        | Manuale 6 marce     | 1.645              | 230          | 7"8                 | 4,9                | 126                  | 07/2015-09/2020    |
| 325d GT            | N47D20   | 1995           | 218/4400       | 450/ 1500-2500 | P        | Manuale 6 marce     | 1.600              | 240          | 7"1                 | 5,2                | 134                  | 07/2013-06/2016    |
| 325d GT            | B47D20   | 1995           | 224/4400       | 450/ 1500-3000 | P        | A/8                 | 1.630              | 240          | 6"4                 | 5                  | 131                  | 06/2016-09/2020    |
| 330d GT            | N57D30O1 | 2993           | 258/4000       | 560/ 2000-2750 | P        | Aut.seq. 8 rapporti | 1.660              | 250          | 5"7                 | 5,1                | 135                  | 01/2014-09/2020    |
| 330d GT xDrive     | N57D30O1 | 2993           | 258/4000       | 560/ 2000-2750 | I        | Aut.seq. 8 rapporti | 1.730              | 250          | 5"4                 | 5,5                | 142                  | 01/2015-09/2020    |
| 335d GT xDrive     | N57D30T1 | 2993           | 313/4400       | 630/ 1500-2500 | I        | Aut.seq. 8 rapporti | 1.745              | 250          | 4"9                 | 5,6                | 148                  | 01/2014-09/2020    |